# Даулат-Бег-Ольди

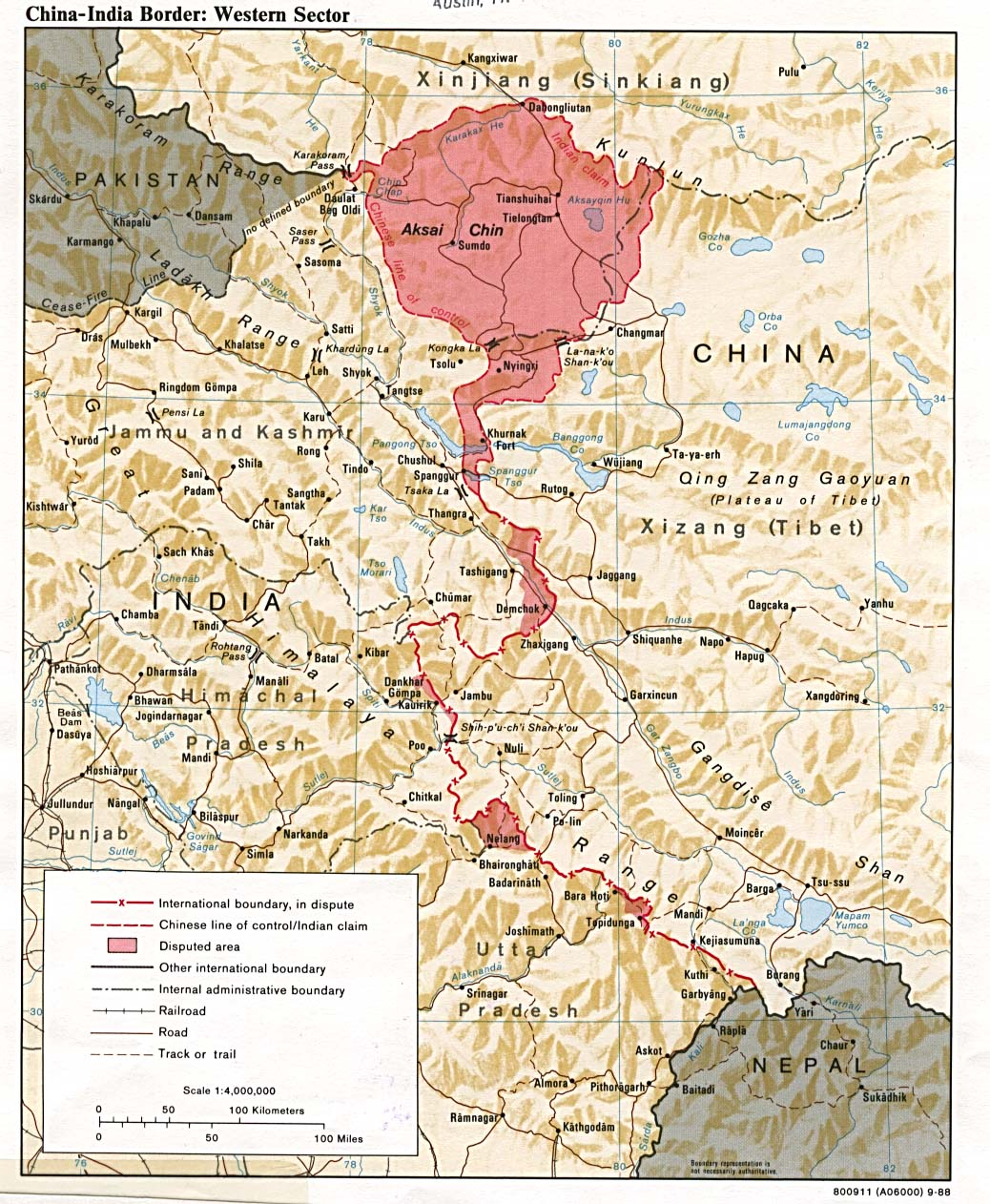
Даулат-Бег-Ольди на севере индийской границы

Даулат-Бег-Ольди (на уйгурском языке — «Даулат-бек умер») (ДБО) — военная база на древнем торговом пути Ладакх-Яркенд. Находится в высокогорной пустыне к востоку от реки Чипчак.

## Местонахождения и физические характеристики
База находится в ключевой точке Каракорума в ледяной пустыне на самом севере Индии, в 8 км к северу китайской границы и в 9 км на северо-восток от линии фактического контроля в Аксайчине.
Ближайшие поселение располагается в Мурго на юге, где проживают представители народности балти.
2001 год планируется строительство дороги от базы до Леха.
Зимой температуры ниже −30 °C. Часты холодные порывисты ветры, скудная растительность и животный мир, связь только через спутниковую систему Inmarsat.

## История
Место, называемое, Даулат-Бег-Ольди известно с 16 века, когда здесь умер яркендский аристократ. Караванщики стали использовать его для отдыха перед или после преодоления каракорумского перевала. Когда-то здесь был Великий Шёлковый путь, но теперь граница Индии и КНР закрыта, и сейчас здесь живут только военные.

## Военный аэродром
ВВС Индии используют базу в качестве аэропорта. Daulat Beg Oldi Advanced Landing Ground необходим Индии, чтобы постоянно держать авиацию поближе к китайскому Синьцзяну.
Индийская армия использует вертолётную площадку и взлётно-посадочную полосу для самолётов. Вероятно, это самый высокий аэропорт в мире — 4960 метров на уровнем моря. Здесь часто садятся Ан-32.

### История
Базу открыли в 1962 году во время конфликта с КНР. Fairchild C-82 Packet использовали аэродром с 1962 года до 1965 года.
В 1966 году произошло землетрясение, и местность стала непригодна для самолётов.
31 мая 2008 года Военно-воздушные силы Индии восстановили базу, и Ан-32, принадлежащие ВВС Индии, снова стали использовать этот аэродром.